# Stuart M. Kaminsky
Pour les articles homonymes, voir Kaminsky.
Œuvres principales
- Le Flic qui venait du froid (1988)

Stuart M. Kaminsky, né le 29 septembre 1934 à Chicago et mort le 9 octobre 2009 à Saint-Louis d'une hépatite, est un écrivain américain, auteur de roman policier.

## Biographie
Il fait ses études à l'Université de l'Illinois. Diplômé en journalisme (1957), puis en Lettres (1959), et docteur en rhétorique (1972), il enseigne à l'Université Northwestern d'Evanston entre 1979 et 1989.  Depuis lors, il est professeur et directeur du conservatoire du cinéma et de la télévision de l'Université d'État de Floride à Saratosa.
Ses premières publications, dans les années 1970, sont des études et des monographies d'acteurs et de réalisateurs de Hollywood (Gary Cooper, Clint Eastwood, John Huston et Don Siegel), mais aussi d'un important essai sur le suédois Ingmar Bergman.
En 1977, avec Ne tirez pas sur Errol Flynn !, son premier roman, il amorce une série policière où apparaît son héros récurrent Toby Peters, un détective privé de Los Angeles.  Dans la quarantaine, grand et assez séduisant, Peters intervient dans le milieu du cinéma hollywoodien des années 1930-1940.  Au fil de ses enquêtes, on croise notamment Errol Flynn, Judy Garland, les Marx Brothers, Gary Cooper, Fred Astaire, Mae West, Bette Davis et bien d'autres. Toby Peters fréquente aussi quelques politiciens (Franklin D. Roosevelt, Douglas MacArthur), personnalités (Albert Einstein, Joe Louis) ou écrivains célèbres de cette époque (Dashiell Hammett, Ernest Hemingway).
Tout en poursuivant les aventures de Peters, Kaminsky crée, en 1981, la série de l'Inspector Rostnikov, située en Russie soviétique, puis celle du policier Abe Lieberman de Chicago en 1991 et celle de l'enquêteur dépressif Lew Fonesca en 1999.
Il est également l'auteur des scénarios de la série télévisée Les Experts : Manhattan, dont il assure certaines novélisations, et participe à des adaptations comme Il était une fois en Amérique.
En 2006, il reçoit l'Edgar du Grand Maître (Grand Master Award) du Mystery Writers of America.

## Œuvre

### Romans

#### SérieToby Peters
1. Bullet for a Star (1977), avec Errol Flynn Publié en français sous le titre Ne tirez pas sur Errol Flynn !, Paris, Gallimard, Super noire no 115, 1978 ; réédition dans une traduction révisée sous le titre Coups de feu dans les étoiles, Paris, 10/18, « Grands Détectives » no 2781, 1996
2. Murder on the Yellow Brick Road (1977), avec Judy Garland Publié en français sous le titre Judy et ses nabots, Paris, Gallimard, Super noire no 121, 1978 ; réédition dans une traduction révisée sous le titre Judy et ses nains, Paris, 10/18, « Grand Détectives » no 2830, 1997
3. You Bet Your Life Chico (1978), avec Marx Brothers et Al Capone Publié en français sous le titre Chico, Banco, Bobo, Paris, Gallimard, Série noire no 1755, 1979 ; réédition Paris, 10/18, « Grand Détectives » no 3040, 1999
4. The Howard Hughes Affair (1979), avec Howard Hughes Publié en français sous le titre Le Fondu déchaîné, Paris, Gallimard, Série noire no 1784, 1980 ; réédition dans une traduction révisée sous le titre L'Affaire Howard Hughes, Paris, 10/18, « Grand Détectives » no 3150, 2000
5. Never Cross a Vampire (1980), avec Bela Lugosi et William Faulkner Publié en français sous le titre Dracula fait maigre, Paris, Gallimard, Série noire no 1831, 1981 ; réédition, Paris, 10/18, « Grand Détectives » no 3211, 2000
6. High Midnight (1981), avec Gary Cooper Publié en français sous le titre Pour qui sonne le clap, Paris, Gallimard, Série noire no 1866, 1982 ; réédition, Paris, 10/18, « Grand Détectives » no 2858, 1997
7. Catch a Falling Clown (1981), avec le clown  Emmett Kelly Publié en français sous le titre Un clown en cage, Paris, Gallimard, Série noire no 1894, 1982
8. He Done Her Wrong (1983), avec Mae West Publié en français sous le titre Moi j'aime le cinéma, Paris, Gallimard, Série noire no 1939, 1983 ; Paris, 10/18, « Grand Détectives » no 2951, 1998 ; réédition, Paris, Le Cercle polar, 2002
9. The Fala Factor (1984), avec Eleanor Roosevelt Publié en français sous le titre Le Toutou du président, Paris, Gallimard, Série noire no 2015, 1985
10. Down for the Count (1985), avec Joe Louis Publié en français sous le titre Au tapis, Paris, Gallimard, Série noire no 2057, 1986
11. The Man Who Shot Lewis Vance (1986), avec John Wayne Publié en français sous le titre L'Homme tranquille en pétard, Paris, Gallimard, Série noire no 2083, 1987
12. Smart Moves (1986), avec Einstein Publié en français sous le titre La Case de l'oncle Atome, Paris, Gallimard, Série noire no 2123, 1987
13. Think Fast, Mr. Peters (1987), avec Peter Lorre Publié en français sous le titre Le Nazi récalcitrant, Paris, Gallimard, Série noire no 2174, 1989
14. Buried Caesars (1989), avec le général Douglas MacArthur Publié en français sous le titre Le Poids des morts, Paris, Gallimard, Série noire no 2223, 1990
15. Poor Butterfly (1990), avec Leopold Stokowski Publié en français sous le titre Fantasia à l’opéra, Paris, Gallimard, Série noire no 2278, 1991
16. The Melting Clock (1991), avec Salvador Dalí Inédit en français
17. The Devil Met a Lady (1993), avec Bette Davis Publié en français sous le titre Et le Diable rencontra la Femme, Paris, 10/18, « Grand Détectives » no 3011, 1998
18. Tomorrow Is Another Day (1995), avec Clark Gable Publié en français sous le titre Demain est un autre jour, Paris, 10/18, « Grand Détectives » no 2743, 1996
19. Dancing in the Dark (1996), avec Fred Astaire Publié en français sous le titre Dancing in the Dark, Paris, 10/18, « Grand Détectives » no 2907, 1997
20. A Fatal Glass of Beer (1997), avec W. C. Fields Inédit en français
21. A Few Minutes Past Midnight (2001), avec Charlie Chaplin Publié en français sous le titre Il est minuit Charlie Chaplin, Paris, Rivages/Noir no 451, 2002
22. To Catch a Spy (2002), avec Cary Grant Publié en français sous le titre L'Impossible Monsieur Grant, Paris, Rivages/Noir no 744, 2010
23. Mildred Pierced (2003), avec Joan Crawford Publié en français sous le titre Mildred percée, Paris, Rivages/Noir no 859, 2012
24. Now You See It (2004), avec le magicien Harry Blackstone, Sr. Inédit en français

#### SérieInspector Rostnikov
1. Death of a Dissident ou Rostnikov's Corpe (1981) Publié en français sous le titre Entre la faucille et le marteau, Paris, Librairie des Champs-Élysées, coll. Le Masque no 2086, 1992
2. Black Night in Red Square (1983) Publié en français sous le titre Quand Moscou fait la bombe, Paris, Librairie des Champs-Élysées, coll. Le Masque no 2021, 1990
3. Red Chameleon (1985) Publié en français sous le titre Le Caméléon rouge, Paris, Librairie des Champs-Élysées, coll. Le Masque no 2128, 1993
4. A Fine Red Rain (1987) Publié en français sous le titre Quand Moscou fait son cirque, Paris, Librairie des Champs-Élysées, coll. Le Masque no 2042, 1991
5. A Cold Red Sunrise (1988) Publié en français sous le titre Le flic qui venait du froid, Paris, Librairie des Champs-Élysées, coll. Le Masque no 2011, 1990
6. The Man Who Walk Like a Bear (1990) Publié en français sous le titre Qui a peur du grand méchant ours ?, Paris, Librairie des Champs-Élysées, coll. Le Masque no 2057, 1991
7. Rostnikov's Vacations (1991) Publié en français sous le titre Les Vacances de Rostnikov, Paris, Librairie des Champs-Élysées, coll. Le Masque no 2189, 1994
8. Death of a Russian Priest (1992) Publié en français sous le titre Le pope est mort, Paris, Librairie des Champs-Élysées, coll. Le Masque no 2256, 1995
9. Hard Currency (1995) Publié en français sous le titre Rostnikov à Cuba, Paris, Librairie des Champs-Élysées, coll. Le Masque no 2327, 1997
10. Blood and Rubles (1996) Publié en français sous le titre Du sang et des roubles, Paris, Librairie des Champs-Élysées, coll. Le Masque no 2359, 1998
11. The Tarnished Icons (1997) Publié en français sous le titre Les Icônes brisées, Paris, Librairie des Champs-Élysées, coll. Le Masque no 2434, 2000
12. The Dog Who Bit a Policeman (1998) Publié en français sous le titre Rostnikov et les chiens enragés, Paris, Librairie des Champs-Élysées, coll. Le Masque no 2464, 2002
13. Fall of a Cosmonaut (2000) Inédit en français
14. Murder on the Trans-Siberian Express (2001)
15. People Who Walk in Darkness (2008) Inédit en français
16. A Whisper to the Living (2010) - roman posthume Inédit en français

#### SérieAbe Lieberman
1. When the Dark Man Calls (1983) Publié en français sous le titre Radio-Panique, Paris, Gallimard, Série noire no 1950, 1984 ; réédition dans la même collection sous le titre Fréquence meurtre, 1988
2. Lieberman's Folly (1991) Publié en français sous le titre La Folie de Lieberman, Paris, Librairie des Champs-Élysées, coll. Le Masque no 2305, 1996
3. Lieberman's Choice (1993) Publié en français sous le titre Le Choix de Lieberman, Paris, Librairie des Champs-Élysées, coll. Le Masque no 2262, 1996
4. Lieberman's Day (1994) Publié en français sous le titre 24 heures dans la vie de Lieberman, Paris, Librairie des Champs-Élysées, coll. Le Masque no 2214, 1995
5. Lieberman's Thief (1995) Publié en français sous le titre Lieberman et le cambrioleur, Paris, Librairie des Champs-Élysées, coll. Le Masque no 2343, 2001
6. Lieberman's Law (1996) Publié en français sous le titre La Loi de Lieberman, Paris, Librairie des Champs-Élysées, coll. Le Masque no 2399, 1998
7. The Big Silence (2000)
8. Not Quite Kosher (2002)
9. The Last Dark Place (2004)
10. Terror Town (2006)
11. The Dead Don't Lie (2007)

#### SérieLew Fonesca
1. Vengeance (1999) Publié en français sous le titre Biscotti à Sarasota, Paris, Éditions Alvik, 2005 ; réédition, Paris, Rivages/Noir no 642, 2007
2. Retribution (2001) Publié en français sous le titre Soleil post-mortem, Paris, Éditions Alvik, 2006 ; réédition, Paris, Rivages/Noir no 733, 2009
3. Midnight Pass (2003) Publié en français sous le titre Passage de minuit, Paris, Éditions Alvik, 2007
4. Denial (2005) Inédit en français
5. Always Say Goodbye (2006) Inédit en français
6. Bright Futures (2009) Inédit en français
7. Double Shot (2010)

#### SérieLes Experts - CSI
- Dead of Winter (2005) Publié en français sous le titre Froid mortel à Manhattan, Paris, Fleuve noir, coll. Les Experts no 10, 2006
- Blood on the Sun (2006) Publié en français sous le titre Du sang sous le soleil, Paris, Fleuve noir, coll. Les Experts no 12, 2007
- Deluge (2007) Publié en français sous le titre Déluge, Paris, Fleuve noir, coll. Les Experts no 17, 2008

#### Autres romans
- When the Dark Man Calls (1983)
- Exercise in Terror (1985)
- The Green Bottle (1986)
- Devil on My Doorstep (1998)

### Anthologie
- Dark Love (1998) Anthologie de nouvelles de divers auteurs Publié en français sous le titre Noir comme l'amour, Paris, LGF, Le Livre de poche no 17149, 2000

### Biographies
- A Biographical Study of the Career of Donald Siegel and an Analysis of His Films (1972)
- Clint Eastwood (1974)
- American Film Genres: Approaches to a Critical Theory of Popular Film (1974)
- Don Siegel, Director (1974)
- Ingmar Bergman : Essays in Criticism (1975)
- John Huston: Maker of Magic (1978)
- Coop : The Life and Legend of Gary Cooper (1979) Publié en français sous le titre Gary Cooper ou le Paladin de Nouveau Monde, Paris, France-Empire, 1981
- Basic Filmmaking (1981), en collaboration avec Dana H. Hodgdon
- Writing for Television (1988) en collaboration avec Mark Walker
- American Television Genres (1991)
- Behind the Mystery : Top Mystery Writers Interviewed (2005), interviews par Kaminsky, photographies par Laurie Roberts

## Adaptation cinématographique
- 1988 : Fréquence meurtre, film français réalisé par Élisabeth Rappeneau, d'après Radio-Panique, avec Catherine Deneuve, André Dussollier et Martin Lamotte

## Prix et distinctions

### Prix
- Prix Edgar-Allan-Poe du meilleur roman 1989 pour Le Flic qui venait du froid (A Cold Red Sunrise)[2].
- Prix du roman d'aventures 1990 pour Le Flic qui venait du froid (A Cold Red Sunrise)[3].
- Grand Master Award 2006 pour l'ensemble de son œuvre[2].
- The Eye Lifetime Achievement Award, 2007[4].

### Nomination
- Prix Edgar-Allan-Poe 1985 du meilleur livre de poche pour Black Knight in Red Square[2].
- Prix Shamus 1991 du meilleur roman pour Poor Butterfly[4].
- Prix Edgar-Allan-Poe 1998 du meilleur livre de poche pour Tarnished Icons[2].

## Sources
- Claude Mesplède et Jean-Jacques Schleret, SN, voyage au bout de la Noire : inventaire de 732 auteurs et de leurs œuvres publiés en séries Noire et Blème : suivi d'une filmographie complète, Paris, Futuropolis, 1982, 476 p. (OCLC 11972030), p. 211.
- Claude Mesplède (dir.), Dictionnaire des littératures policières, vol. 2 : J - Z, Nantes, Joseph K, coll. « Temps noir », 2007, 1086 p. (ISBN 978-2-910-68645-1, OCLC 315873361), p. 66-68 et 529-530 (Toby Peters).